# Giuseppe Grabbi
Giuseppe Grabbi (Turín, Provincia de Turín, Italia, 12 de febrero de 1901 - Turín, Provincia de Turín, Italia, 25 de agosto de 1970) fue un futbolista italiano. Se desempeñaba en la posición de centrocampista.

## Selección nacional
Fue internacional con la selección de fútbol de Italia en 1 ocasión. Debutó el 20 de enero de 1924, en un encuentro amistoso ante la selección de Austria que finalizó con marcador de 4-0 a favor de los austriacos.

## Clubes
| Club           | País   | Año         |
| -------------- | ------ | ----------- |
| F. C. Pastore  | Italia | 1919 - 1921 |
| Juventus F. C. | Italia | 1921 - 1927 |
| Novara Calcio  | Italia | 1927 - 1929 |
| La Dominante   | Italia | 1929 - 1931 |
| A. C. Saluzzo  | Italia | 1931 - 1932 |

## Palmarés

### Campeonatos nacionales
| Título  | Club           | País   | Año     |
| ------- | -------------- | ------ | ------- |
| Serie A | Juventus F. C. | Italia | 1925-26 |